# Seznam evroposlancev iz Portugalske (2004–2009)
Seznam evroposlancev iz Portugalske v mandatu 2004–2009.

## Seznam

### A
- Francisco Assis, Socialistična stranka (Stranka evropskih socialistov)

### C
- Luis Manuel Capoulas Santos, Socialistična stranka (Stranka evropskih socialistov)
- Paulo Casaca, Socialistična stranka (Stranka evropskih socialistov)
- Carlos Coelho (Evropska ljudska stranka - Evropski demokrati)
- Fausto Correia, Socialistična stranka (Stranka evropskih socialistov)

### D
- Manuel António dos Santos, Socialistična stranka (Stranka evropskih socialistov)

### E
- Maria da Assunção Esteves (Evropska ljudska stranka - Evropski demokrati)
- Edite Estrela, Socialistična stranka (Stranka evropskih socialistov)

### F
- Emanuel Jardim Fernandes, Socialistična stranka (Stranka evropskih socialistov)
- Elisa Ferreira, Socialistična stranka (Stranka evropskih socialistov)
- Ilda Figueiredo, Portugalska komunistična stranka (Evropska združena levica – Zelena nordijska levica)
- Duarte Freitas (Evropska ljudska stranka - Evropski demokrati)

### G
- Ana Maria Gomes, Socialistična stranka (Stranka evropskih socialistov)
- Vasco Graça Moura (Evropska ljudska stranka - Evropski demokrati)
- Pedro Guerreiro, Portugalska komunistična stranka (Evropska združena levica – Zelena nordijska levica)¹

### M
- Jamila Madeira, Socialistična stranka (Stranka evropskih socialistov)
- Sérgio Marques (Evropska ljudska stranka - Evropski demokrati)

### P
- João de Deus Pinheiro (Evropska ljudska stranka - Evropski demokrati)
- Miguel Portas, Bloco de Esquerda (Evropska združena levica – Zelena nordijska levica)

### Q
- Luís Queiró (Evropska ljudska stranka - Evropski demokrati)

### R
- José Ribeiro e Castro (Evropska ljudska stranka - Evropski demokrati)

### S
- José Albino Silva Peneda (Evropska ljudska stranka - Evropski demokrati)
- Sérgio Sousa Pinto, Socialistična stranka (Stranka evropskih socialistov)